# Боливия на летних Олимпийских играх 1964
Боливия принимала участие в Летних Олимпийских играх 1964 года в Токио (Япония) впервые после двадцативосьмилетнего перерыва, во второй раз за свою историю, но не завоевала ни одной медали. Страну представлял единственный спортсмен — гребец-байдарочник Фернандо Инчаусти, который выступил в одном виде программы.

## Результаты

### Гребля на байдарках и каноэ
| Спортсмен         | Дисциплина                | Первый раунд | Первый раунд | Четвертьфинал | Четвертьфинал | Полуфинал            | Полуфинал            | Финал                | Финал                |                      |
| Спортсмен         | Дисциплина                | Время        | Место        | Время         | Место         | Время                | Место                | Время                | Итог                 |                      |
| ----------------- | ------------------------- | ------------ | ------------ | ------------- | ------------- | -------------------- | -------------------- | -------------------- | -------------------- | -------------------- |
| Фернандо Инчаусти | Байдарка-одиночка, 1000 м | 5:48,74      | 6            | 6:07,70       | 3             | Завершил выступления | Завершил выступления | Завершил выступления | Завершил выступления | Завершил выступления |